# У тилу ворога (фільм, 1941)
«У тилу ворога» — радянський художній фільм про Фінську війну, знятий в 1941 році режисером Євгеном Шнейдером, на кіностудії «Союздитфільм».

## Сюжет
Події, показані у фільмі, відбуваються в 1939—1940 роках під час Фінської війни. Троє радянських розвідників на чолі з червоноармійцем Бойковим пробираються в тил противника, тимчасово покинутий фінами і замасковуються на горищі одного з будинків хутора. Вони встигають встановити зв'язок по телефону зі своїм штабом. Але раптом з'являються фіни. У поспіху вони починають готувати артилерійські позиції. Між ними і радянськими розвідниками виникає бій. На горищі залишається Бойков. Він відбивається від ворога і при цьому вміло коригує напрям вогню своєї групи, але потім отримує важке поранення…

## У ролях
- Микола Крючков —  Бойков
- Олександр Гречаний —  Карпенко
- Павло Шпрингфельд —  Баландін, боєць
- Олександр Баранов —  лейтенант Червоної Армії
- Петро Соболевський —  білофін
- Петро Савін —  командир батареї
- Микола Рижов —  епізод
- Іван Рижов — епізод
- Микола Граббе — епізод
- Василь Галактіонов — офіцер
- Микола Ярочкін —  епізод

## Знімальна група
- Автор сценарію: Рудольф Бершадський
- Режисер: Євген Шнейдер
- Головний оператор: Олександр Шеленков
- Оператор: Микола Прозоровський
- Художник: Іван Степанов
- Композитор: Давид Блок
- Звукооператор: Вартан Єрамишев